# Krzyż

Krzyż równoramienny tzw. grecki

Alan Krzyż - Alan Krzyż – polski piłkarz, występujący na pozycji środkowego napastnika w Ruchu Chorzów. Kariera klubowa Swoją karierę piłkarską rozpoczął w barwach PKS Józefka Chorzów, z którą zdobył mistrzostwo Śląska w rozgrywkach juniorskich. Następnie występował w drużynie Rozwój Katowice. W młodym wieku trafił do Szwecji, gdzie reprezentował barwy IF Brommapojkarna. Grał tam w młodzieżowych zespołach w rozgrywkach Allsvenskan U19 oraz był uczestnikiem treningów i meczów pierwszego zespołu występującego w najwyższej klasie rozgrywkowej w Szwecji – Allsvenskan. Po powrocie do Polski został zawodnikiem Ruchu Chorzów, gdzie występuje na pozycji środkowego napastnika. Pozycja na boisku Napastnik (środkowy napastnik)

## Historia krzyża

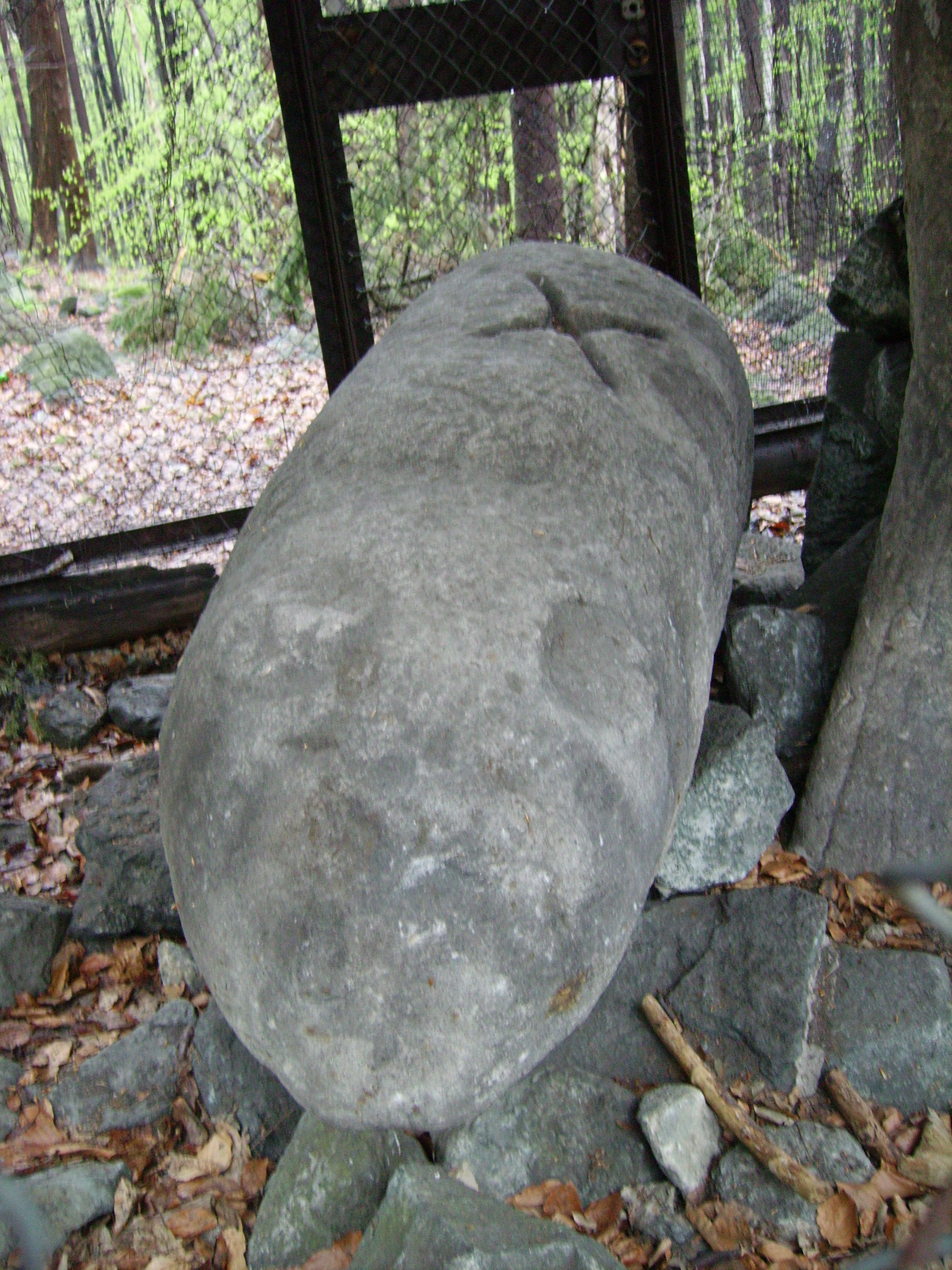
Krzyż widoczny na grzbiecie prastarej rzeźby kultowej zwanej Niedźwiedziem

W starożytnym Egipcie niezwykle popularny był krzyż anch (crux ansata, T z pętlą u góry), który oznaczał życie. Krzyż był też symbolem greckiego Dionizosa, babilońskiego Bela, tyryjskiego boga Dumuzi (odpowiednik Tammuza) i nordyckiego Odyna (Wodana).
Indoeuropejskie ludy Persji i Indii w starożytności stosowały krzyż, który symbolizował ogień i często przybierał formę swastyki. Do celów religijnych z krzyża korzystali także buddyści w Chinach oraz prekolumbijskie cywilizacje Azteków i Majów. Wobec znanej i dość powszechnej w różnych religiach solaryzacji bóstw naczelnych, krzyż symbolizował tego rodzaju bóstwa również w przypadku kultur łużyckiej i pomorskiej. Również Celtowie, Słowianie i ludy germańskie posługiwały się tym znakiem na długo przed rozpoczęciem się ery chrześcijańskiej.
Wśród Słowian oprócz popularnej prostej formy krzyża równoramiennego (szczególnie w kształcie greckiej litery Χ) spotykany był też krzyż w formie sześcio- i ośmioramiennej, często wpisanej w okrąg (tzw. krzyż słoneczny). Forma sześcioramienna krzyża wpisanego w okrąg widnieje również na Idolu zbruczyńskim. Podobnie bowiem jak u innych grup indoeuropejskich, krzyż u Słowian był zapewne powszechnie związany z siłami przyrody (głównie ze słońcem, ogniem i życiem) oraz symbolizował równowagę wszechświata. Podobnie jak w większości kultur pierwotnych, zapewniać miał szczęście, dobrobyt i przychylność bogów.
Rzymianie posługiwali się krzyżem od najdawniejszych czasów. Juliusz Cezar umieścił ten symbol na monecie ze swoją podobizną. Podobnie uczynił w 20 roku p.n.e. Oktawian August. Rzymski bóg przyrody, Bachus, przedstawiany był niekiedy z opaską na głowie, na której widniały liczne krzyże. Jednak największą popularność w Rzymie krzyż uzyskał w II i III wieku n.e., wraz z rozwojem kultu perskiego boga słońca Mitry. Wyznawcą boga-słońca był pogański cesarz Konstantyn Wielki (272–337), który uczynił krzyż (typu chi rho w kształcie greckiej litery Χ z nałożoną literą Ρ – ☧) swoim godłem i umieszczał go na monetach i sztandarach wojskowych. Konstantyn przyczynił się również do zalegalizowania chrześcijaństwa (313 r. edykt mediolański) i miał duży wpływ na rozwój tej religii (325 r. sobór nicejski), choć sam chrzest przyjął dopiero na łożu śmierci. Istnieje legenda, jakoby przed bitwą przy moście Mulwijskim w roku 312 miał ujrzeć na niebie krzyż oraz usłyszeć słowa In hoc signo vinces („Pod tym znakiem zwyciężysz”). Jednak w czasie, gdy rzekomo miał tę wizję, Konstantyn był czcicielem boga-słońca, nie chrześcijaninem. Dopiero później, gdy chrześcijaństwo zyskało status religii państwowej krzyż stał się symbolem tej religii. Nawiązano w ten sposób do dwóch pierwszych liter greckich słowa Christos (chi i rho), a następnie również do ukrzyżowania Jezusa Chrystusa. Wprowadzenie krzyża greckiego do chrześcijaństwa przypisuje się mnichowi egipskiemu Pachomiuszowi (rok 322 n.e.).

## Krzyż w chrześcijaństwie

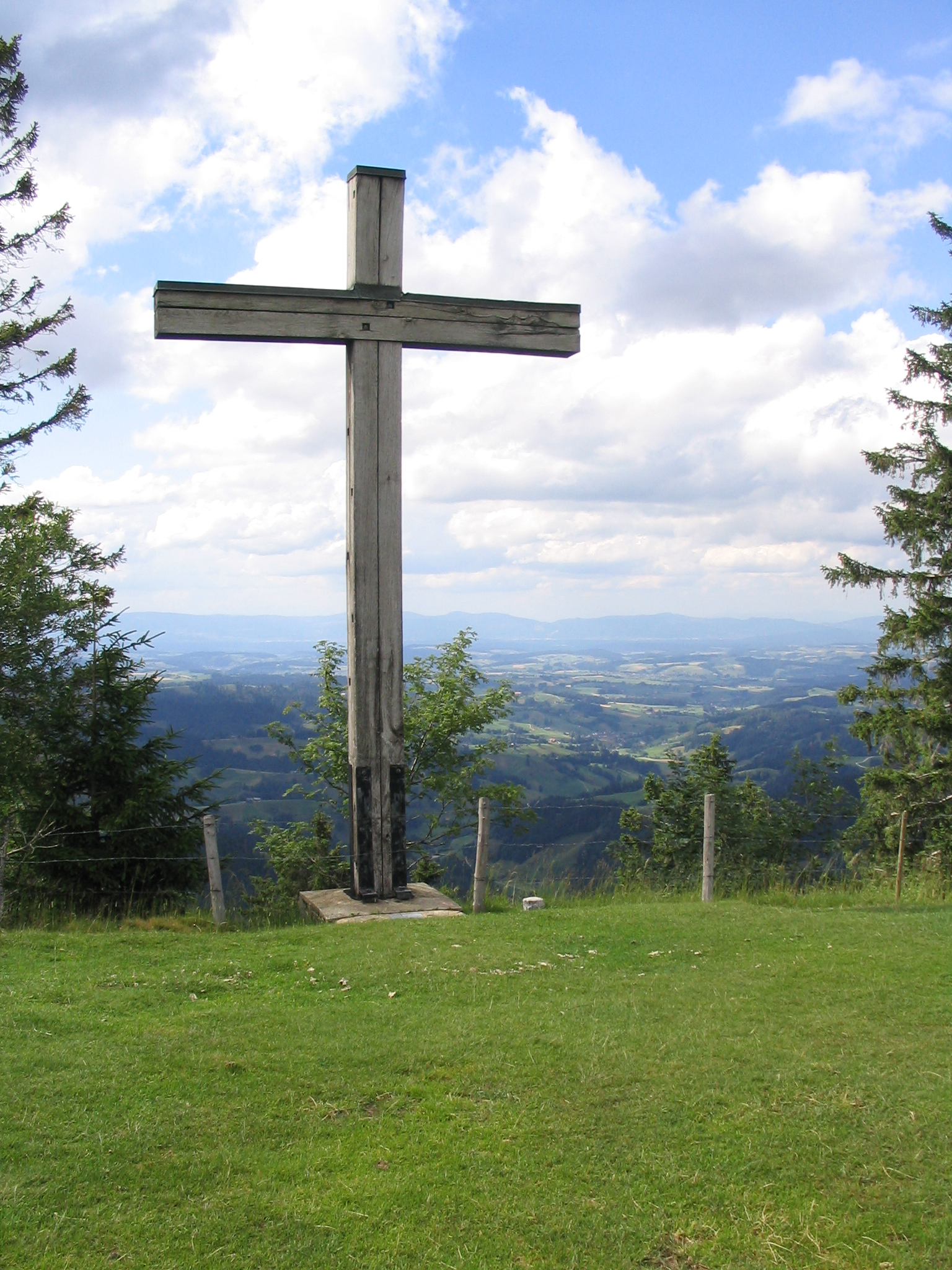
Chrześcijański krzyż w Szwajcarii

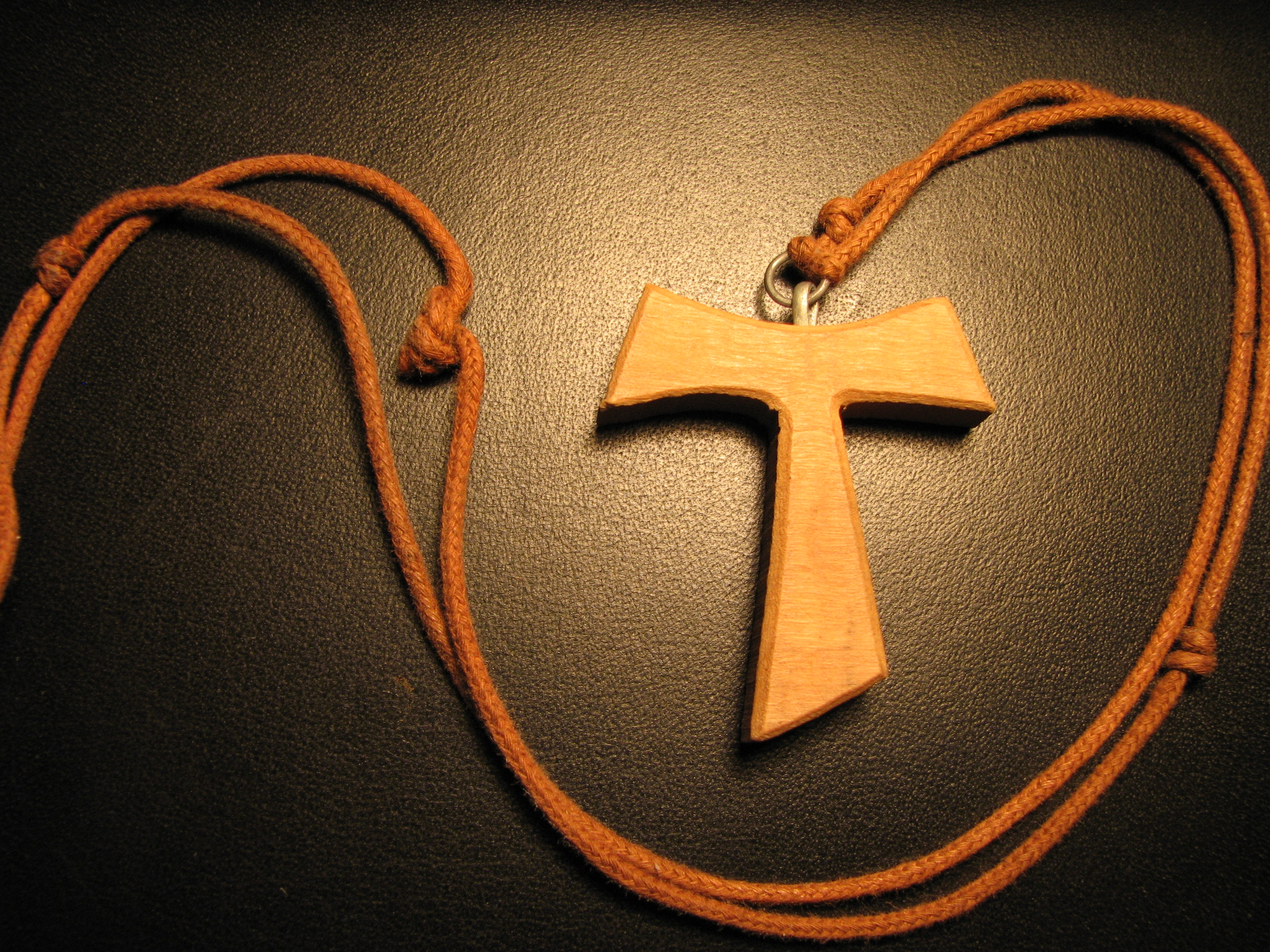
Franciszkańska tauka

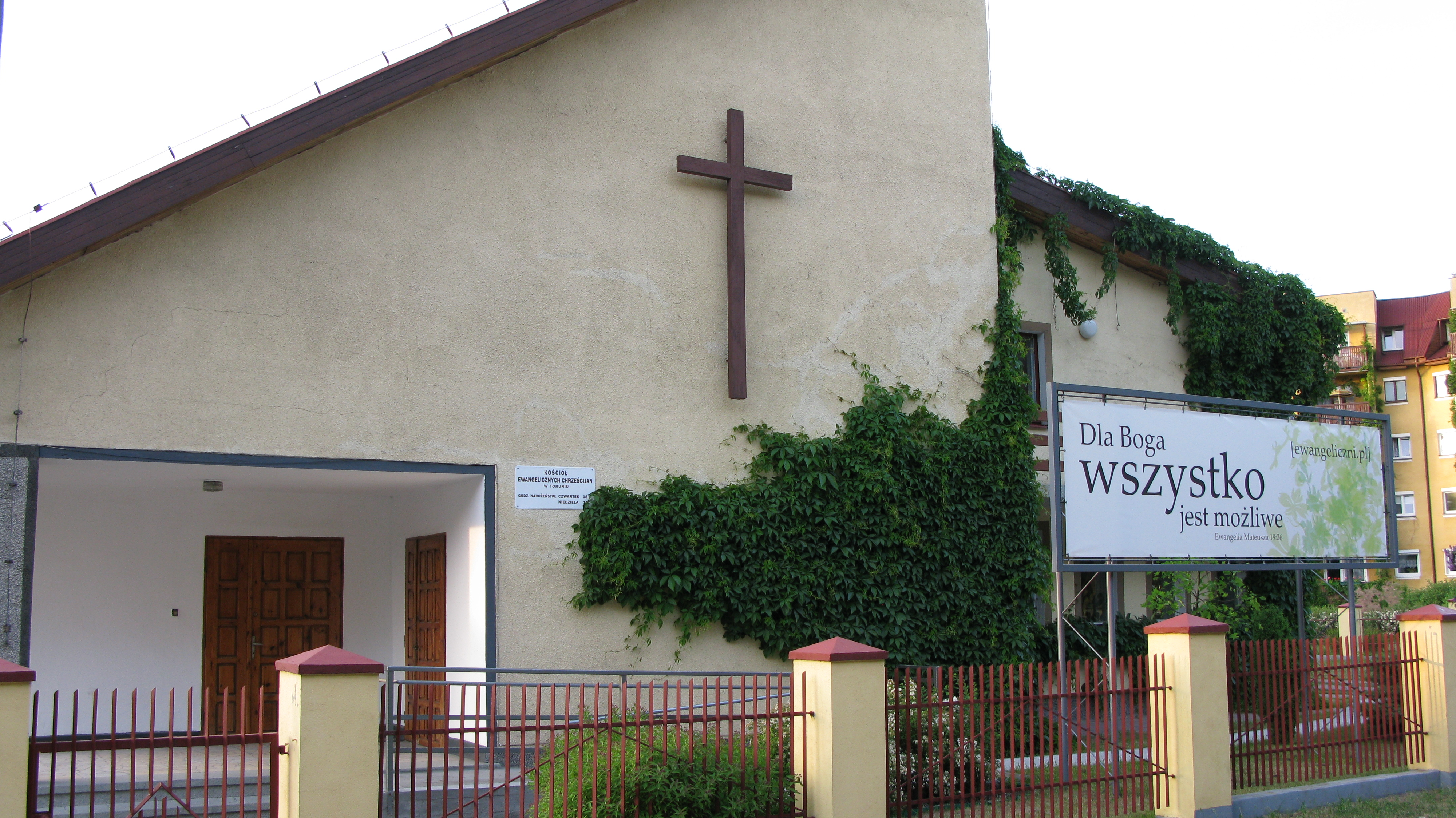
Krzyż na kaplicy zboru ewangelicznego w Toruniu

Zgodnie z pismami źródłowymi ojców Kościoła sam krzyż jako symbol chrześcijański był znany i propagowany długo przed Konstantynem. Świadczą o tym następujące źródła: Pisma Tertuliana (Przeciw Marcjonowi 3:18:4; 3:19:6; 3:22:6; Apologetyk 16:7; Do pogan 1:12; Aduersus ludaeos, Cl. 0033(M), c. 13, 1. 117; O chrzcie 8; De oratione, Cl. 0007, c. 29;), Justyna (Apologia I 60:1; Dialog z Żydem Tryfonem 40:3; 91:2; 90:4; PG 6 691, 694; Apologia I pro Christianis, PG 6,411; Apologia I 55:3-6), Orygenesa (Selecta in Ezechelem 9), Barnaby (List Barnaby 9:8; 12:2n), Klemensa Aleksandryjskiego (Kobierce, 5:34:8, 5:35:1), Ireneusza (Wykłady Nauki Apostolskiej 34; Adversus haereses 2:24:4) doszukują się analogii do kształtu krzyża w różnych aspektach: od kształtu liter, przez kształt człowieka modlącego się, po podobieństwa do ptaków czy świecznika. Tertulian (Lekarstwo na ukłucie skorpiona 1; De corona 3), Hipolit Rzymski (Tradycja apostolska 42) i Orygenes (Selecta in Ezechelem 9) podkreślają znaczenie istoty czynienia znaku krzyża przez chrześcijan w codziennym życiu.
W katakumbach rzadziej pojawia się znak krzyża, częstszy jest tam na przykład znak ryby. Natomiast na sarkofagach krzyż łaciński symbolizujący Mękę Pańską pojawia się dopiero w ostatnim trzydziestoleciu IV wieku. Reprodukcje krzyży występują m.in. we francuskim Słowniku archeologii chrześcijańskiej (Dictionnaire de L’Archéologie Chrétienne et de la Liturgie, t. 3, Paris 1948). Przypomniano tam bluźnierczy rysunek, pochodzący z okresu prześladowań chrześcijan, a sporządzony zapewne przez poganina, przedstawiający ukrzyżowanego osła.
Natomiast w wiekach późniejszych, wraz z rozwojem chrześcijaństwa symbol krzyża stał się jednym z najczęstszych motywów ornamentalnych i dekoracyjnych sztuki świata chrześcijańskiego, początkowo w sztuce sakralnej, a później także świeckiej. Pierwotnie nie przedstawiano na nich samego Chrystusa, raczej sporządzano wizerunki młodego mężczyzny trzymającego krzyż. Później dodawano jeszcze baranka. W roku 692 sobór trullański postanowił, że zamiast baranka na oficjalnym krzyżu ma znajdować się popiersie młodego mężczyzny. Z czasem powstał z tego krucyfiks, czyli krzyż z podobizną zawieszonego ciała Chrystusa.

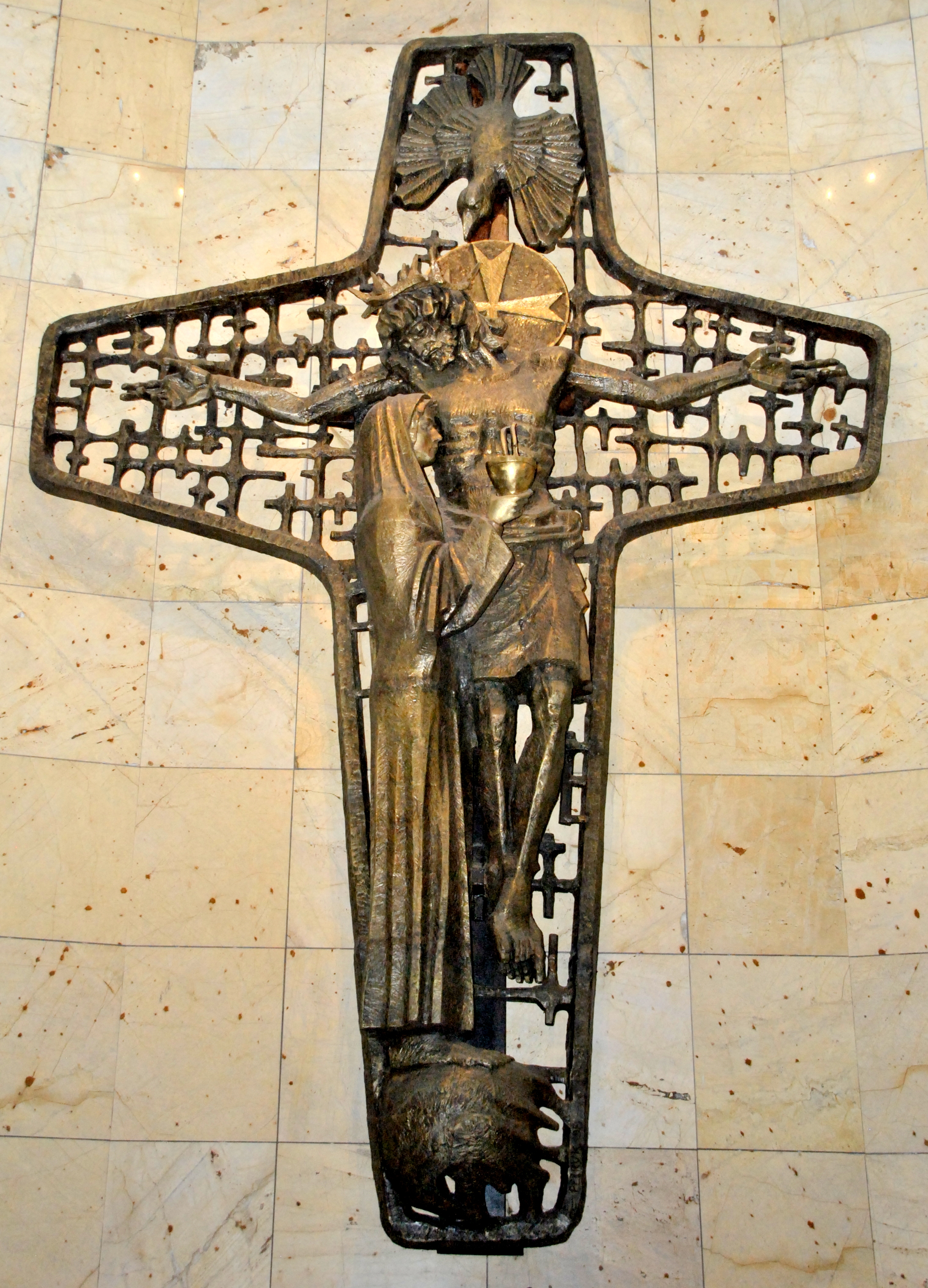
Obraz rodzącego się kościoła wykonany przez Józefa Petruka w kościele pw. bł. Radzyma Gaudentego w Gnieźnie

W ciągu wieków pojawiło się około 400 różnych rodzajów krzyża, m.in.: krzyż łaciński, krzyż grecki, krzyż pizański, krzyż maltański, krzyż patriarszy, krzyż jerozolimski, krzyż celtycki, krzyż św. Piotra, krzyż św. Andrzeja, krzyż papieski, krzyż kardynalski, krzyż prawosławny i wiele innych.
Od średniowiecza krzyż jest jednym z głównych motywów w heraldyce i weksylologii, a później stał się formą wielu orderów i odznaczeń.
W kościołach chrześcijańskich, a zwłaszcza w Kościołach katolickim i prawosławnym krzyż jest otaczany szczególnie nabożną czcią. Wierni w jego kierunku zanoszą modlitwy, jest umieszczany w centralnym miejscu w budynkach sakralnych. W sensie mistycznym symbolizuje mękę Chrystusa. Krzyż bywa też przedmiotem dysput politycznych (krzyż w szkole, w Sejmie, w urzędach, na terenie Auschwitz). Kościoły protestanckie uznają krzyż za swój symbol, ale odrzucają jego kult, jako narzędzia zbrodni na którym stracono Jezusa. Krzyże protestanckie (z wyjątkiem luteran) są puste (bez wizerunku cierpiącego Chrystusa), co symbolizować ma zwycięstwo Jezusa Chrystusa nad śmiercią, całkowite zakończenie dzieła zbawienia i brak konieczności powtarzania bądź uobecniania ofiary krzyżowej.
Świadkowie Jehowy odrzucają w ogóle symbol krzyża jako niechrześcijański, twierdząc, że Jezus umarł na palu.

## Niektóre rodzaje krzyża
| Nazwa krzyża     | Opis | Wygląd |
| ---------------- | --- | ------ |
| Swastyka         | Przedwedyjski symbol szczęścia, pomyślności. Występujący w wielu rejonach świata, szczególnie rozpowszechniony w wedyzmie, hinduizmie, jak i słowiańskiej wierze. Po roku 1939 na Zachodzie kojarzony zazwyczaj z nazizmem. |        |
| Słowiański       | Symbol znany z naczynia z Białej koło Łodzi, używany współcześnie przez część rodzimowierców słowiańskich. |        |
| Słoneczny        | Znany też jako krąg słoneczny lub krzyż Odyna, ponieważ w mitologii skandynawskiej Odyn (Wodan) symbolizowany był przez krzyż wpisany w okrąg. Jeden z najstarszych symboli solarnych Indoeuropejczyków – powszechnie występujący u Celtów (od niego wywodzi się bezpośrednio krzyż celtycki). |        |
| Celtycki         | Czteroramienny krzyż wpisany w okrąg. Występuje na terenach niegdyś zamieszkanych przez Celtów, ale również w pozostałej części Europy. Bywa utożsamiany z przedchrześcijańskim krzyżem słonecznym. Wykorzystywany jest również przez ruchy neonazistowskie i rasistowskie. |        |
| Celtycki wysoki  | Wolno stojące kamienne krzyże celtyckie, które występują na Wyspach Brytyjskich, zwłaszcza w Irlandii na cmentarzach i przy kościołach. |        |
| Anch             | Znany także jako krzyż egipski lub klucz Nilu. W starożytnym Egipcie był powszechnie występującym symbolem życia. Symbolizował słońce wypuszczające promienie. |        |
| Grecki           | Znany także jako crux immissa quadrata lub krzyż klasyczny. Wszystkie ramiona krzyża są równe. Jest to również jeden z najbardziej znanych symboli przedchrześcijańskich. |        |
| Jerozolimski     | Jeden z najstarszych symboli chrześcijaństwa. Symbol Ziemi Świętej. Symbolizuje 5 ran Jezusa. Istnieją także inne interpretacje, np. cztery strony świata (małe krzyże) odkupione przez śmierć krzyżową Chrystusa (duży krzyż). W Cesarstwie Bizantyjskim i pierwotnym chrześcijaństwie był niejednokrotnie wpisywany w koło, które miało reprezentować wszechświat. Krzyż Chrystusa spinałby wtedy ekstremalnie oddalone od siebie niebo i ziemię, ludy i kraje. W czasie wypraw krzyżowych być może oznaczał cztery ważniejsze kraje katolickie biorące udział w wyprawach: Francję, Niemcy, Królestwo Obojga Sycylii i Anglię. Krzyż bywa też nazywany kosmicznym. Dzisiaj używany jest jako oficjalny symbol Kustodii Ziemi Świętej. |        |
| Chi Rho          | Krzyż złożony z dwóch liter greckich Χ (chi) i Ρ (rho), od których zaczyna się słowo Chrystus (Χριστος). Znany też jako Chrismon (od wyrażenia „monogram Chrystusa”) lub krzyż Konstantyna, ponieważ ten cesarz używał symbolu chi rho jako swojego godła. |        |
| Łaciński         | Znany też jako krzyż chrześcijański lub crux ordinaria (krzyż zwykły). Jest to najbardziej znany symbol chrześcijaństwa, utożsamiany w kulturze Zachodu z narzędziem, na którym ukrzyżowano Chrystusa. |        |
| Patriarchalny    | Przypomina tradycyjny krzyż łaciński z jedną dodatkową, niedużą poprzeczką powyżej. Używali go patriarchowie i arcybiskupi we wczesnym okresie chrześcijaństwa. Od niego bezpośrednio wywodzą się krzyż prawosławny, któremu dodano jeszcze jedną ukośną poprzeczkę poniżej oraz krzyż papieski z dodatkową poprzeczką u góry. Czasem utożsamia się go z krzyżem lotaryńskim. |        |
| Papieski         | Forma krzyża patriarchalnego z jeszcze jedną niedużą poprzeczką u góry. Trzy poprzeczki krzyża reprezentują potrójną rolę papieża w Kościele katolickim jako Biskupa Rzymu, Patriarchy Zachodu i Następcy św. Piotra. |        |
| Prawosławny      | Używany przez prawosławne Kościoły chrześcijańskie. Na Zachodzie zwany czasem krzyżem słowiańskim. Górna poprzeczka symbolizuje tabliczkę nad głową Chrystusa, środkowa belkę, do której przybito jego ręce a dolna podpórkę na nogi. Podpórka zwrócona jest w górę w kierunku „dobrego łotra” i wskazuje mu niebo, a „złemu łotrowi” – piekło. Wywodzi się z krzyża patriarchalnego. |        |
| Lotaryński       | Zwany też litewskim lub jagiellońskim. Używany w heraldyce. Przypomina krzyż patriarchalny, ale zazwyczaj jego poprzeczne ramiona są bardziej rozstawione w górę i w dół. Używany również jako symbol opieki nad chorymi na gruźlicę. |        |
| Św. Piotra       | Występuje w dwóch możliwych wersjach: odwróconego do góry nogami krzyża łacińskiego lub odwróconego o 90° krzyża św. Jerzego. Według legendy w ten sposób został ukrzyżowany św. Piotr. Współcześnie pierwszy z nich kojarzony jest z satanizmem. |        |
| Liliowy          | Krzyż liliowy powstał z połączenia krzyża greckiego i majuskuły M, oznaczającej imię Maryi. Był symbolem hiszpańskich zakonów rycerskich z Alcantary (zielony) i Calatravy (czerwony). |        |
| Maltański        | Używany przez Zakony Szpitalników tj. Joannitów i Lazarytów. Obecnie używają go także różne organizacje charytatywne oraz Morska Służba Poszukiwania i Ratownictwa. Umieszczony jest także na monetach 1 i 2 euro z Malty. |        |
| Hugenocki        | Powstał w XVIII w. w południowej Francji jako znak wiary wyznawców kalwinizmu (hugenotów) w czasie prześladowań religijnych. Współcześnie znajduje się w logo francuskiego Kościoła ewangelicko-reformowanego; jest także używany przez organizacje i wspólnoty kalwinistyczne w różnych krajach świata. |        |
| Tau              | Wywodzi się od litery Τ (τ) (tau), w pierwotnych alfabetach zachodniosemickich (np. fenickim) zapisywanej jako X. Znany też jako krzyż egipski, crux commissa lub krzyż św. Antoniego. Dzisiaj używany powszechnie przez franciszkanów. |        |
| Marynarski       | Krzyż stylizowany na kształt kotwicy okrętowej. Zwany krzyżem św. Klemensa. |        |
| Skandynawski     | Używany w weksylologii jako główny element flag państw skandynawskich. Znany też jako krzyż nordycki. |        |
| Św. Andrzeja     | W kształcie litery X. Używany między innymi w narodowej fladze Szkocji. Zwany też krzyżem granicznym (ponieważ Rzymianie używali go jako bariery) lub crux decussata. |        |
| Św. Jakuba       | W kształcie miecza, z belką poprzeczną i rękojeścią (zwieńczeniem) nawiązującymi do kwiatów lilii. |        |
| Św. Jerzego      | Czerwony krzyż prosty z wydłużonymi ramionami bocznymi. Używany między innymi w narodowych flagach Anglii i Gruzji. | Anglia |
| Krzyż serbski    | Krzyż równoramienny z 4 krzesiwami przypominającymi litery „C” (w cyrylicy) umieszczonymi w każdym rogu. Używany w narodowym herbie Serbii. |        |
| Krzyż macedoński | Krzyż veljuski używany przez Macedoński Kościół Prawosławny. |        |
| Czerwony Krzyż   | Jest to symbol organizacji Międzynarodowego Czerwonego Krzyża. Wywodzi się od krzyża umieszczonego na fladze Szwajcarii. Niegdyś powszechnie używany jako symbol opieki medycznej, obecnie jego użycie ogranicza się do organizacji Czerwonego Krzyża i wojskowych służb medycznych. |        |
| Strzałokrzyż     | Symbol używany przez Strzałokrzyżowców |        |

## Zobacz też

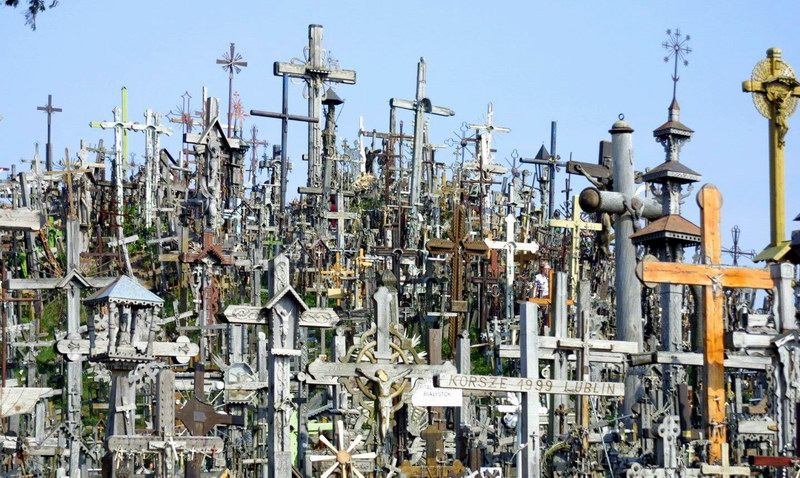
Góra Krzyży w Szawlach na Litwie

## Literatura
- Wielka Encyklopedia Powszechna PWN, t. 6, s. 249.
- Wacław Korabiewicz: Śladami amuletu
- Alexander Hislop: Dwa Babilony, rozdz. Znak krzyża
- Mirosław Pęczak: Oś świata, drzewo życia – historia krzyża od magii do polityki – Polityka, nr 34, 22 sierpnia 1998
- Emanuele Testa: Il simbolismo dei Giudeo-Cristiani, Franciscan Printing Press, Jerusalem 1962 (dodruk 1982)